# Coripe
Coripe er en by og kommune i det sydlige Spanien i provinsen Sevilla. Den har et indbyggertal på 1.198 (2024) indbyggere.